# Eusattodera thoracicus
Eusattodera thoracicus là một loài bọ cánh cứng trong họ Chrysomelidae. Loài này được Melsheimer miêu tả khoa học năm 1806.